# Cotis I del Bòsfor
Cotis I del Bòsfor (o Tiberi Juli Cotis I) va ser rei del Bòsfor Cimmeri.
Els romans li van donar el regne quan van expulsar al seu germà Claudi Mitridates II l'any 45. En el país es van instal·lar només algunes cohorts romanes, dirigides per Juli Àquila, per donar suport al nou rei, que era jove i inexpert. Mitridates II va intentar recuperar el regne per la força de les armes l'any 50, però aviat va ser derrotat pels romans, fet presoner i portat a Roma. Cotis va regnar fins al 62, any en què el regne va passar a ser província romana.